# Divonne-les-Bains

Divonne-les-Bains este o comună în departamentul Ain din estul Franței.